# Aníbal Di Salvo
Aníbal Di Salvo, né le 5 octobre 1924 à Bella Vista (es) dans le Grand Buenos Aires et mort le 26 juin 2010 à Buenos Aires, est un réalisateur, scénariste et chef opérateur argentin.

## Biographie
Âgé de moins de vingt ans et installé près des studios San Miguel, il débute comme figurant au début des années 1940 dans des films tels que Petróleo (es), avec Iris Marga, et Novios para las muchachas (es), d'Antonio Momplet (es). Il débute ensuite comme opérateur dans Melodías de América ( 1942) sous les ordres d'Eduardo Morera. Il travaille comme chef opérateur jusqu'en 1960, participant à 160 longs métrages et vingt documentaires.
Parmi la dizaine de films où il était opérateur dans les années 1950, l'un des plus connus est le drame Ensayo final (1955) et, en 1960,Creo en ti, avec Libertad Lamarque. L'apogée de sa carrière se situe dans les années 1960, 1970 et 1980. Il a également travaillé avec les étrangers Dino Risi, Arne Mattsson et Luis García Berlanga.
Il a été l'éclairagiste de presque tous les films de Leopoldo Torre Nilsson et a collaboré avec Lucas Demare, René Mugica, Hugo del Carril et Mario Soffici, entre autres figures de l'histoire du cinéma argentin. Trayectoria (1960), son premier court métrage en tant que réalisateur, a reçu un prix du Fondo Nacional de las Artes, et en 1981 il a réalisé sur vidéo « Matías y los otros », qui en 1983, sous le titre El caso Matías, a été transféré en 35 mm et a fait l'objet de critiques élogieuses.
Son travail de photographe s'est distingué dans des titres tels que El dependiente, Martín Fierro (prix Cronistas de la meilleure photographie couleur), El santo de la espada, Güemes, la tierra en armas, La maffia (prix Cronistas de la meilleure photographie couleur), Los siete locos, Boquitas pintadas, Los chantas et Bairoletto, parmi beaucoup d'autres.
En tant que réalisateur, il a réalisé Atrapadas, Seguridad personal et Las lobas, mais c'est en 1997, lorsqu'il a tourné El Che et, après cinq ans d'inactivité, Chúmbale (es), une version de la pièce d'Oscar Viale, avec Enrique Pinti, qu'il s'est fait connaître en tant que réalisateur. Toujours en activité, il sort en 2009 Chúmbale (es), alors qu'il avait reçu en 2001 le prix Condor d'argent pour sa carrière de la part de l'Asociación de Cronistas Cinematográficos de la Argentina et en 2004 de la part de la SICA.
Il est décédé à l'âge de 85 ans dans la ville de Buenos Aires le 26 juin 2010, selon le Museo del Cine Pablo Ducrós Hicken. La dépouille a été inhumée dans la chapelle funéraire du cimetière de La Chacarita.

## Filmographie

### Réalisateur
- 1984 : Atrapadas
- 1985 : El caso Matías
- 1986 : Las lobas (es)
- 1986 : Seguridad personal (es)
- 1990 : Enfermero de día, camarero de noche (es)
- 1997 : El Che
- 2002 : Chúmbale (es)
- 2009 : ¡Me robaron el papel picado! (es)